# 保罗·孔特·博宁
保罗·孔特·博宁（義大利語：Paolo Conte Bonin，2002年2月9日—），意大利男子游泳运动员，2021年夏季世界大学生运动会混合4×100米自由泳接力银牌得主和男子4×100米自由泳接力铜牌得主、2024年世界游泳锦标赛男子4×100米自由泳接力银牌得主。